# 叶夫根尼·德拉采夫
叶夫根尼·尤里耶维奇·德拉采夫（俄語：Евгений Юрьевич Дратцев，1983年1月24日—），俄罗斯男子游泳运动员，2007年世界游泳锦标赛男子5公里公开水域游泳银牌得主和男子10公里公开水域游泳铜牌得主、2011年世界游泳锦标赛男子5公里公开水域游泳铜牌得主、2013年世界游泳锦标赛男子25公里公开水域游泳铜牌得主、2017年世界游泳锦标赛男子25公里公开水域游泳铜牌得主。